# Na prowincji
Na prowincji – album studyjny Felicjana Andrzejczaka, wydany w 2006 roku na CD nakładem wytwórni Luna Music. Dystrybutorem płyty była firma EMI Music Poland.

## Lista utworów
1. „Na prowincji” (4:53)
2. „Tanie brylanty, drogie łzy” (3:36)
3. „Życie świętem jest” (3:38)
4. „Lizbona Good Bye” (4:10)
5. „Chciałbym” (4:00)
6. „Nic za darmo” (4:05)
7. „Zegar dni” (4:58)
8. „Hej Ewelina” (3:30)
9. „Piękna mama” (4:23)
10. „Słuchaj bracie” (2:58)
11. „Znów do ciebie jadę” (4:05)
12. „Zrób to sam” (3:20)
13. „Nie unikam życia” (3:52)
14. „Nie obiecuję nic” (3:52)
15. „Zaczaruj mnie” (4:25)
16. „Ukołysz mnie do snu” (3:20)

## Wykonawcy
- Felicjan Andrzejczak – wokal
- Małgorzata Duk – chór
- Iga Jankowiak – chór
- Stefan Janowski – saksofon sopranowy, saksofon tenorowy
- Mieczysław Jurecki – gitara basowa, gitary, instrumenty klawiszowe, chór
- Roman Kogut – chór
- Janusz Przemysław Kosiński – gitary
- Monika Malec-Piotrowska – chór
- Lesław Matecki – gitary
- Piotr Nowak – instrumenty klawiszowe
- Jacek Nowosad – trąbka
- Robert Obcowski – instrumenty klawiszowe
- Dariusz Polubiec – perkusja, gitary
- Jarosław Pyc – saksofon tenorowy
- Bożena Zalewska – wokal